# John Hasbrouck van Vleck
John Hasbrouck van Vleck (13 mars 1899 à Middletown, Connecticut, États-Unis - 27 octobre 1980 à Cambridge, Massachusetts, États-Unis) est un physicien américain. Il est connu pour ses théories fondamentales sur le magnétisme et les structures cristallines des métaux. Il est colauréat avec Philip Warren Anderson et Nevill Mott  du prix Nobel de physique de 1977.

## Biographie
Petit-fils d'un professeur d'astronomie à l'université Wesleyenne et fils d'un professeur de mathématiques, John Hasbrouck van Vleck grandit à partir de l'âge de sept ans à Madison dans le Wisconsin, à la suite de la nomination de son père à l'université du Wisconsin. Il y effectue toute sa scolarité et obtient en 1920 un Bachelor of Arts de l'université du Wisconsin. En révolte contre les deux générations qui l'avaient précédé, il se promet, enfant, de ne jamais devenir professeur. Après avoir rejoint l'université Harvard, il se rend compte au bout d'un semestre de travail qu'il a dépassé ses préjugés et qu'il est fait pour la physique fondamentale. Il se considère comme chanceux, ayant bénéficié de nombreux conseils de sa famille d'universitaires, et des cours de professeurs comme Bridgman et Kemble. Il choisit le second, dont les cours le fascine, pour superviser sa thèse sur l'énergie de cohésion d'un certain modèle d'atome d'hélium, une recherche purement théorique sur la physique quantique. 
En 1923, un an après avoir décroché son PhD à l'université Harvard, il se voit offrir un poste de professeur assistant à l'université du Minnesota. Le 10 juin 1927, il épousa Abigail Pearson. Par la suite, il retourne à université du Wisconsin de 1928 jusqu'à 1934 puis travaille à Harvard de 1945 à 1969.
En 1942, il participe au Projet Manhattan durant lequel il conclut, en compagnie d'autres physiciens, qu’une bombe à fission est réalisable.
En 1952, il est élu président de la Société américaine de physique. Il est aussi membre de la National Academy of Sciences, de l'Académie américaine des arts et des sciences, de la Société américaine de philosophie et de la Royal Society, et est décoré de la National Medal of Science. Son épouse Abigail meurt en 1989.
En 1977, van Vleck, Nevill Mott et Philip Warren Anderson sont colauréats du prix Nobel de physique « pour leurs recherches théoriques fondamentales sur la structure électronique des systèmes magnétiques et désordonnés ». Son nom est donné à une transformation géométrique : la transformation de Van Vleck.

## Publications
- 1926 : Quantum Principles and Line Spectra
- 1932 : The Theory of Electric and Magnetic Susceptibilities